# Lingua spagnola andina

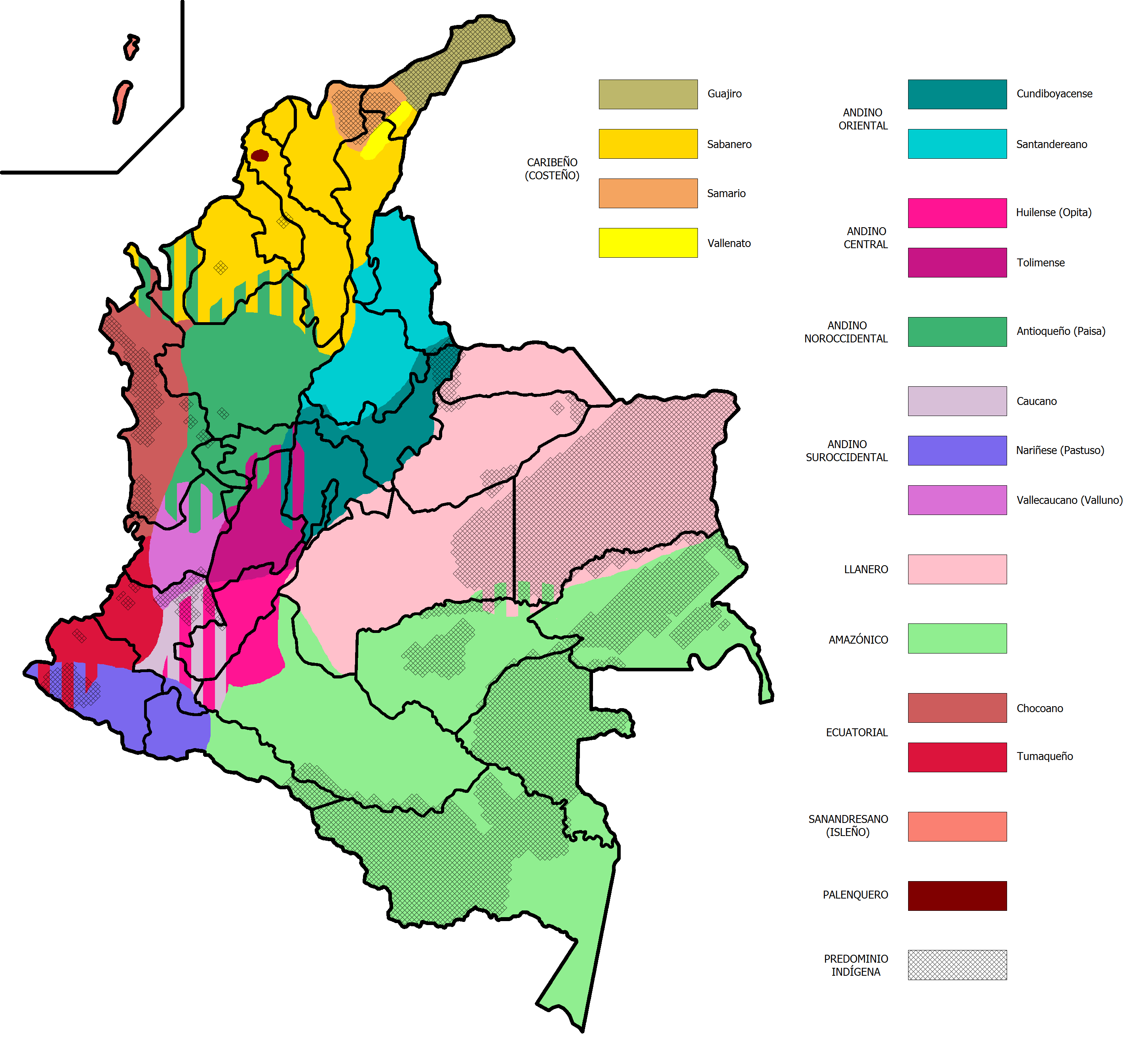
El español andino (pastuso) parlato in nella parte meridionale-occidental della Colombia.

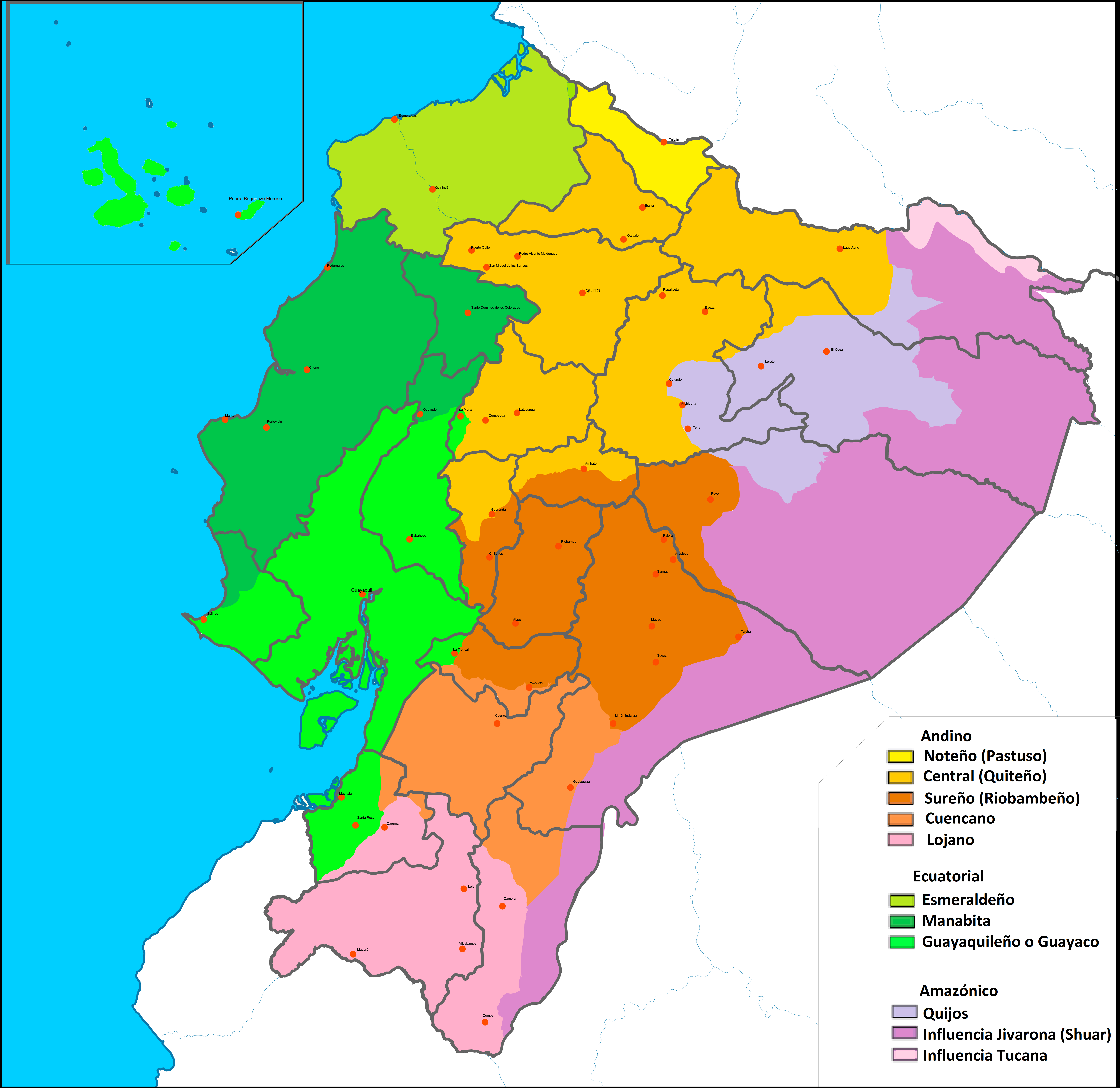
Mappa dei principali idiomi e dialetti dell'Ecuador.

Lo spagnolo andino (español andino), anche denominato serrano in Perù ed Ecuador o  norteño  in Argentina, è un insieme di dialetti spagnoli parlati nelle Ande centrali, dalla Colombia meridionale (Nudo de los Pastos) passando per Ecuador, Perù , nord-est del Cile e Bolivia occidentale a ovest del nord-ovest argentino (Jujuy e Salta). Ha influenze principalmente dallo spagnolo castigliano classico, che è più usato e preferito nelle città, mentre nelle zone rurali e in parte delle città, c'è l'influenza del quechua, dell'aymara e di altre lingue autoctone.